# Piero Martina
Piero Martina (Torino, 30 dicembre 1912 – Torino, 5 luglio 1982) è stato un pittore e incisore italiano.

## Biografia

### Gli esordi
Piero Martina nasce a Torino nel 1912 in una famiglia di fotografi: apprende l'arte della fotografia nello studio paterno dove si eseguono foto industriali, di gruppo e ritratti. Questa esperienza risulta essere importante e formativa per il suo futuro di pittore. Giovanissimo, incomincia a disegnare e a dipingere senza seguire corsi regolari: è attento a quanto avviene nella pittura torinese e si inserisce presto nell'ambiente artistico. Nel corso degli anni trenta si fa assidua la sua frequentazione di artisti, scrittori ed esponenti della cultura. Felice Casorati, Carlo Levi e Francesco Menzio diventano punti di riferimento per la sua formazione artistica e lo incoraggiano a dedicarsi professionalmente alla pittura. È proprio di quegli anni l'amicizia con Carlo Mollino, Italo Cremona, Sergio Solmi, legame che diventerà successivamente sempre più stretto e approfondito. Il 1936 è un anno importante in quanto incomincia a dipingere nello studio di Corso Regina Margherita, che avrà un ruolo centrale nella sua produzione artistica, e che sarà il suo luogo di lavoro fino al 1971.
Dello studio rimangono le fotografie realizzate tra il '39 e gli anni del dopoguerra da Carlo Mollino che sono successivamente esposte in parecchie mostre dedicate all'amico architetto-fotografo.

Piero Martina nello studio di Corso Regina Margherita a Torino, 1942.

Dopo aver avviato la sua attività espositiva partecipando ad una collettiva presso la Società Promotrice di Belle Arti di Torino nel 1935, nel 1938 tiene la prima mostra personale alla Galleria Genova con Umberto Mastroianni, presentata in catalogo da Carlo Levi. Questa prima mostra richiama l'attenzione della critica e del collezionismo più attento; alcuni quadri sono acquistati da Emilio Jesi e da Alberto della Ragione (la cui collezione è ora di proprietà del Comune di Firenze Museo Novecento). Seguono tra il ’39 e il ’43 le personali alla Galleria La Zecca, di Torino, diretta da Felice Casorati ed Enrico Paolucci con lo scopo di promuovere i giovani artisti; e alla Galleria Barbaroux di Milano, nel 1940, entrambe presentate da Sergio Solmi; infine al Fiore di Firenze nel 1943 con un testo di Michelangelo Masciotta.

### Alla Biennale Internazionale d'Arte di Venezia
Nel 1940 l'opera La camera del collezionista gli vale un riconoscimento al Premio Bergamo che lo porta, insieme alla partecipazione ad esposizioni collettive, a raggiungere una certa considerazione a livello nazionale al punto da essere invitato per la prima volta, nel 1942, alla Biennale di Venezia,.
Nel 1943, in seguito ai bombardamenti su Torino che distruggono la sua casa, trascorre alcuni mesi ad Alassio, ospite di Carlo Levi e a Firenze, dove frequenta l'ambiente degli artisti e intellettuali che si ritrovano nel noto Caffè delle Giubbe Rosse. Sempre nel 1943 partecipa per la prima volta alla Quadriennale d'Arte di Roma. Viene poi ospitato dall'amico scultore Ferdinando Gammelli in Abruzzo, dove incontra Adelia Cutò: si sposano nel 1944 a Nereto e insieme fanno ritorno nella Torino occupata dai tedeschi. Nella città, ricca di iniziative culturali dell’immediato dopoguerra, nel 1946 fa parte del gruppo di giovani intellettuali e artisti che curano l’allestimento del Woyzeck di Georg Büchner e di Nozze di sangue di Garcia Lorca al Teatro Gobetti entrambi per la regia di Vincenzo Ciaffi. Nell’anno successivo è tra gli espositori del Premio Torino e di altre mostre collettive non solo in Italia ma anche all'estero.
Nel 1950 si trasferisce a Roma, dove rimane per quasi due anni, dipingendo nello studio di Via Margutta. Sono gli anni del realismo e dell'impegno: Martina si reca nel Sud Italia, in Puglia, a dipingere la realtà contadina; e rappresenta il lavoro in fabbrica attraverso una serie di opere dedicate alle tessitrici. Nel 1951 alla Galleria Il Pincio espone in una sua personale, presentata da Carlo Levi, le opere realizzate in Puglia, mentre alla Biennale di Venezia del 1952 espone Le tessitrici, opera realizzata partendo da attenti studi dal vero condotti presso la manifattura Mazzonis, che testimoniano la sua posizione di impegno in Italia dal 1930 al 1945 e di partecipazione al dibattito artistico e politico di quegli anni. Due opere raffiguranti Le tessitrici appartengono alla collezione d'arte della Direzione Nazionale della CGIL. Nel 1956 è presente con una sala personale alla XXVIII Biennale di Venezia, dove espone un insieme di opere di impronta realista, presentate in catalogo da Massimo Mila. In questi anni si fa assidua la sua partecipazione ai premi nazionali di pittura: nel 1959 si aggiudica il Premio Sardegna, nel 1960 vince il Premio Arezzo e nel 1962 il Premio Autostrada del Sole. A Ferrara è presente alla mostra Rinnovamento dell’arte in Italia dal 1930 al 1945.
Nel 1962 è invitato per la settima volta alla Biennale di Venezia con una sala personale; spetta a Velso Mucci il compito di presentare i cicli dei “Nudi distesi” e dei “Nudi nella vigna”, che sono all’origine di una nuova stagione della sua pittura, che si caratterizza per l'introduzione delle carte, del collage e per le più intense stratificazioni cromatiche e materiche.
In questi anni realizza alcune opere decorative collocate in edifici pubblici, come il grande pannello (collage e tecniche miste) per la sala di rappresentanza della sede del grattacielo RAI di Torino.

### L'ultimo periodo
Negli anni Sessanta prosegue la sua attività con ulteriore intensità: nel 1967 le sale del Piemonte Artistico Culturale di Torino accolgono un’importante mostra personale che documenta tre decenni di attività artistica ed è accompagnata da una presentazione di Eugenio Montale.

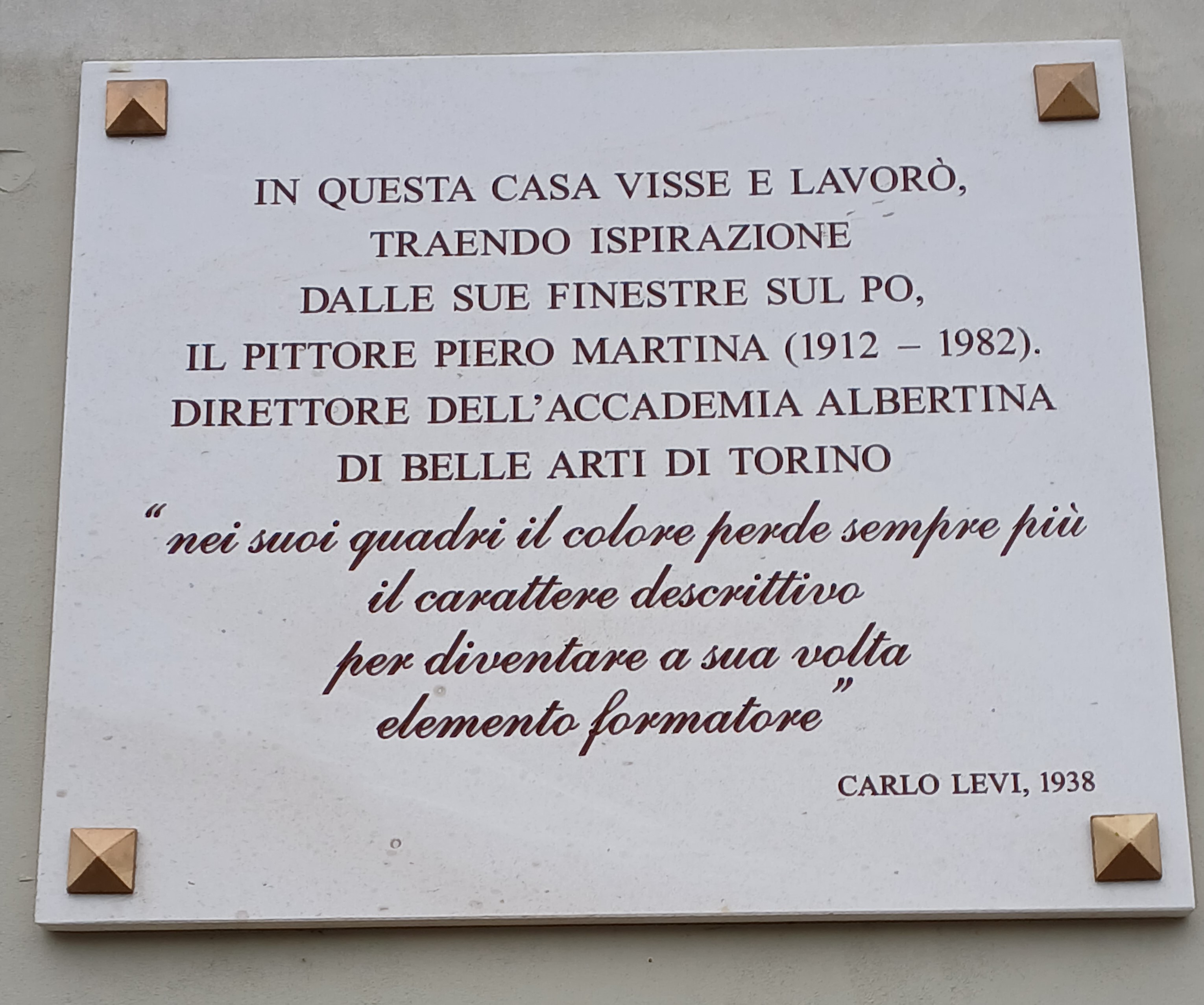
Targa apposta all'inizio di Lungopo' Cadorna

Una posizione centrale è occupata dalla nuova produzione di collage e di carte colorate con inserti a tempera e gesso di cui Eugenio Montale sottolinea le valenze mitologiche e letterarie.
È il periodo di una intensa attività artistica nella Liguria di Ponente, nell’Imperiese, in particolare a Cervo Ligure nella parte alta del paese, nella casa con giardino che diventa un luogo di lavoro. Attratto dai colori della natura, dipinge nature morte di carciofi montati dalle sfumature violacee, le campanule, le rose e le macchie verdi degli ulivi dalle diverse gradazioni. Il mare, il sole, le insenature, i golfi liguri costituiscono un tema frequente in molte sue opere, già nei quadri degli anni Cinquanta, ma che viene ora sviscerato attraverso pennellate e colpi di spatola sempre più materici ai limiti dell’astrattismo senza tuttavia abbandonare il linguaggio figurativo. La sua ricerca visiva e cromatica si sofferma anche sulla rappresentazione della varietà di pesci offerta dalla località marinara: nature morte di scorfani, aguglie, polpi, calamari, sarpe dai colori vivaci.
Dopo anni di insegnamento presso il Liceo artistico di Torino, 1966 vince la cattedra di ornato-disegnato al Liceo Artistico di Brera a Milano e due anni dopo quella di pittura all’Accademia di Palermo dove rimane fino al trasferimento, avvenuto nel 1969, all’Accademia di Belle Arti di Torino, dapprima come titolare della cattedra di Decorazione e, successivamente, nel 1970 della cattedra di Pittura succedendo a Francesco Menzio. Nel 1973 è nominato Direttore dell’Accademia, incarico che ricopre fino alle dimissioni rassegnate nel 1978 per motivi di salute. Durante gli anni della direzione Martina rinnova la didattica introducendo, accanto agli insegnamenti tradizionali, nuovi corsi allargando in questo modo il ventaglio delle discipline, chiamando noti intellettuali, studiosi e artisti, quali Albino Galvano, Gian Renzo Morteo, Egi Volterrani, per avviare una sperimentazione in linea con le nuove tendenze dei linguaggi dell’arte contemporanea e con le istanze di trasformazione sociale e culturale manifestate dalle nuove generazioni. Tra gli allievi  il nipote e futuro ceramista Pietro (Piero) Cerato
Nel 1980 la Regione Piemonte e la Città di Torino promuovono l’importante antologica curata da Paolo Fossati e allestita a Palazzo Chiablese.
Dopo la sua scomparsa, avvenuta nel 1982, l’Accademia Albertina di Belle Arti gli dedica due mostre: la prima nel 1984, curata da Lorenzo Guasco, "Omaggio a Piero Martina", promossa dalla Provincia di Torino; la seconda nel 2003 "Percorsi di pittura dagli anni trenta agli anni settanta" a cura di Maria Teresa Roberto, sostenuta dalla Regione Piemonte, dalla Provincia di Torino e dalla Città di Torino.
Nel 2012 l’Archivio di Stato di Torino ospita la mostra “La metamorfosi del reale” organizzata per i cento anni dalla nascita dell’artista, promossa dalla Regione Piemonte, dalla Provincia di Torino e dalla Città di Torino, curata da Francesco Poli.

## Premi e riconoscimenti
- 1938 – Torino, Promotrice delle Belle Arti, Premio Arbarello
- 1939 – Premio Bergamo
- 1940 - Premio Bergamo
- 1948 - Premio Asti
- 1948 - Premio Cremona
- 1950 - Premio Michetti
- 1951 – Premio del Ministero della pubblica Istruzione
- 1952 – Venezia, XXIV Biennale, Premio della C.G.I.L.
- 1952 - Premio Michetti
- 1953 - Premio Michetti
- 1953 - Premio Marzotto
- 1954 – Torino, Promotrice delle Belle Arti, Premio Torino – Galleria d’Arte Moderna
- 1954 – Roma, Premio Esso
- 1956 – Venezia XXVIII Biennale di Venezia, Premio acquisto
- 1956 – Premio Michetti
- 1957 – Premio Suzzara
- 1957 – Frosinone, Medaglia d’oro del Presidente della Repubblica
- 1957 – Gallarate, Premio del disegno
- 1958 – Premio Villa San Giovanni
- 1958 – Livorno, Premio Modigliani, I premio ex aequo
- 1959 – Fondazione Mendoza, Premio Arezzo – Caracas
- 1959 – La Spezia, Medaglia d’oro Presidente della Repubblica
- 1959 – Nuoro, Premio Sardegna
- 1960 – Premio Arezzo
- 1961/62 – Roma, Premio Autostrada del Sole
- 1962 – Torino, Piemonte artistico culturale – V Mostra d’autunno
- 1966 – Roma, Premio Ministero Affari Esteri, Concorso nazionale opere d’arte destinate alla Nuova Sede del Ministero Affari Esteri Premio acquisto

## Mostre personali
- Genova, 1938, Galleria “Genova”, presentazione di Carlo Levi
- Torino, 1939, Galleria “La Zecca”, presentazione di Sergio Solmi
- Milano, 1940, Galleria “Barbaroux” presentazione di Sergio Solmi
- Firenze, 1943, Galleria “Il fiore”, presentazione di Michelangelo Masciotta
- Torino, 1949, Galleria “La Bussola”, presentazione di Piero Bargis
- Roma, 1951, Galleria “Il Pincio”, presentazione di Carlo Levi
- Arezzo, 1960, Galleria “Monaco”, presentazione di Giovanni Nicosia
- Torino, 1963, Galleria “La Cavurrina”
- Torino, 1967, “Piemonte Artistico Culturale, 30 anni di pittura di Piero Martina, presentazione di Eugenio Montale
- Asti, 1967, Galleria “La giostra”
- Firenze, 1971, Galleria Santa Croce”
- Santena, 1971, “Fondazione Cavour”, presentazione di Michelangelo Torretta
- Fossano, 1974, Galleria “Floriana”, presentazione di Giovanni Arpino
- Torino, 1974, Galleria “Le immagini”, presentazione di Bruno Fonzi
- Torino, 1980, Palazzo Chiablese, Mostra Antologica di Piero Martina, a cura e presentazione di Paolo Fossati
- Torino, 1984, Accademia Albertina di Belle Arti, “Omaggio a Piero Martina”, a cura e presentazione di Renzo Guasco
- Torino, 1991, Galleria “Le immagini”,  presentazione di Marco Rosci
- Torino, 2003, Accademia Albertina di Belle Arti, “Piero Martina, percorsi di pittura dagli anni Trenta agli anni Settanta, a cura di Maria Teresa Roberto
- Saluzzo, 2007, Comune di Saluzzo, “Saluzzo arte”,  Omaggio per i venticinque anni dalla scomparsa di Piero Martina
- Torino, 2012, Archivio di Stato di Torino, “La metamorfosi del reale”, a cura e presentazione di Francesco Poli
- Cervo Ligure, 2019, Bastione di Mezzodì Vittorio Desiglioli, "Piero Martina, il giardino, il mare, il sole"

## Selezione Mostre Collettive
- Novara, 1935, Prima Biennale d’arte sacra
- Torino, Società Promotrice delle belle arti, XCIII Esposizione della Società promotrice, VII del Sindacato interprovinciale
- Bergamo, 1939,  Palazzo della Ragione, Paesaggio Italiano
- Bergamo, 1940, Premio Bergamo
- Milano, 1940, Casa d’artisti, Pittori di Torino
- Milano, 1941/42, Galleria dell’Annunciata, Bertinaria, Chicco, Da Milano, Galvano, Galante, Martina, Spazzapan
- Milano, 1941, Palazzo dell’Arte, III mostra del Sindacato Nazionale Belle Artistico
- Venezia, 1942, XXIII Esposizione Biennale Internazionale d’Arte
- Roma, 1943, IV Quadriennale Nazionale d’Arte di Roma
- Lausanne, 1947, Musée Cantonal des Beaux – Arts, Quarante ans d’Art italien
- Luzern, Kunstmuseum, 1947,  40 Jahre Italienischer Kunst
- Torino, 1947, Palazzo Madama, Arte italiana d’oggi
- Roma, 1948, V Quadriennale Nazionale d’Arte di Roma
- Venezia, 1948, XXIV Esposizione Biennale Internazionale d’Arte
- Catania e Palermo, 1949, 40 anni di Arte italiana
- Praga, 1949, Mostra d’Arte italiana
- Venezia, 1950, XXV Esposizione Biennale Internazionale d’Arte
- Nice, 1951, Galerie des Ponchettes, Peintres de Turin
- San Paolo del Brasile, 1951,  I Biennale del Museo d’Arte Moderna, Artistas italianos de hoje
- Venezia,  1952, XXVI Esposizione Biennale Internazionale d’Arte
- Valdagno e Roma, 1953, Palazzo Venezia, Prima mostra internazionale di pittura contemporanea
- Torino, 1953, Mostra del disegno realista
- Varsavia, 1953, Mostra del disegno italiano
- Venezia, 1954, XXVII Esposizione Biennale Internazionale d’Arte
- Johannesburg, University Towns’ Festival, Exhibition of contemporary italian art
- Roma, 1955, VII Quadriennale d’arte di Roma
- Torino, 1955, Palazzo Madama, Mostra della Resistenza
- Venezia, 1956, XXVIII Esposizione Biennale Internazionale d’Arte
- Milano, 1957, Palazzo Serbelloni, Premio Ascom, Concorso nazionale di pittura
- Villa San Giovanni, 1958,  Premio Villa San Giovanni, Centro di cultura Cenide
- Nuoro, 1959, Premio Sardegna, Biennale Nazionale di Pittura
- Caracas, 1959, Mostra d’arte italiana italiana Exposiciones Eugenio Mendoza
- Roma, 1959, Galleria La Nuova Pesa, 31 autori 31 opere del rinnovamento artistico italiano dal 1930 al 1943
- Roma, 1959, VIII Quadriennale d’Arte di Roma
- Ferrara, 1960, Casa Romei, Mostra del rinnovamento dell'arte in Italia dal 1930 al 1945
- Milano, 1960, La Permanente, Pittura italiana contemporanea
- Roma, 1961 Quadriennale d’Arte di Roma, Premio Nazionale di Paesaggio “Autostrada del sole”
- Torino, 1961, Piemonte Artistico Culturale, Il secondo Risorgimento nell’arte italiana
- Torino, 1962, Mostra in favore del popolo algerino
- Venezia, 1962, XXXI Esposizione Biennale Internazionale d’Arte
- Firenze, 1967, Palazzo Vecchio, Gli artisti per Firenze, Museo Internazionale d’Arte contemporanea
- Aosta, 1968, Galerie Valdôtaine, Martina Menzio Tarantino
- Torino, 1968 GAM, I pittori italiani dell’Associazione Internazionale Arti Plastiche dell’Unesco
- Algeri, 1969, Unione Nazionale Arti Plastiche, Peintres italiens du vingtième siècle
- Torino, 1971, Circolo degli Artisti, 133 pittori e il Cervino
- Martigny, 1973, Espressioni d’arte di Torino a Martigny
- Torino, 1983, Accademia Albertina di Belle Arti, Arte a Torino 1946/1953
- Rimini, 2006, I costruttori – Il corpo del lavoro in cent’anni di arte italiana
- Cervo ligure, 2008, Palazzo Viale, Storia di pittura piemontese del Novecento in Liguria
- Bra (CN), 2012, Palazzo Mathis, Gli anni del boom dalla ricostruzione alla contestazione
- Roma, 2013, GNAM, “Il fascino discreto dell’oggetto”. La natura morta delle collezioni della galleria nazionale d’arte moderna (1910/1950)
- Monasterolo Bormida (AL), 2017, castello di Monasterolo Bormida, Pittori tra Torino e le Langhe al tempo di Augusto Monti
- Cuneo, 2018, Chiesa di san Francesco,  oi continuiamo l’evoluzione dell’arte”, Arte informale dalla collezione della GAM